# 市川市立信篤小学校
市川市立信篤小学校（いちかわしりつ しんとくしょうがっこう）は、千葉県市川市原木にある市立小学校。
なお“信篤”とは『論語』の中の言葉に由来するものであり、県内で唯一校名に地名を冠していない市立小学校である。

## 周辺
周辺は市街化調整区域で、きれいに区画整理されている所はあまりないが、新たな市街地の整備計画で防災機能の確保と江戸川を始めとする地域の特性を生かした緑の拠点となる公園の整備が予定され（市川市のホームページより）、近くを通る予定の外環道や江戸川を渡る妙典橋ができるとさらに変化すると思われるが、妙典橋や取り付け道路の工事や用地買収、整備の計画があまり進んでいないため、早期改善が望まれている。

## 学区
- 原木1 , 2丁目、 原木1854 - 2505、上妙典1336 - 1622、高谷1 - 3丁目、高谷1287 - 2023番地、高谷新町、田尻918 - 1028番地、田尻2丁目6 - 8番､田尻3 , 4丁目、田尻5丁目5番 , 7 - 25番

## アクセス
- 東京地下鉄東西線 原木中山駅　徒歩15分